# Michael Radford
Michael Radford (Nova Delhi, Índia, 24 de febrer de 1946) és un director i guionista cinematogràfic. Va ser nominat per l'Oscar al millor director pel Il postino el 1994.

## Biografia
De mare austríaca i pare anglès es va criar fonamentalment a l'Orient Pròxim.
Es va llicenciar en la National Film School el 1974, on va començar la seva feina com a director. Al principi es va dedicar a fer una sèrie de documentals per a la BBC a Escòcia, després de la qual cosa es va passar als llargmetratges, sent la seva òpera prima la reeixida: Another Time, Another Place, 1983, film que va acabar sent seleccionat per a la Quinzena de Directors del Festival de Cannes de 1983.
No obstant això, Radford és famós per la seva adaptació de la novel·la distópica de George Orwell, Mil nou-cents vuitanta-quatre (Nineteen Eighty-Four), que va realitzar en aquest mateix any, 1984.

## Filmografia
- Van Morrison in Ireland (1980) – Director (documental)
- The White Bird Passes (1980) – Director (TV)
- Another Time, Another Place (1983) – Director/Escriptor
- 1984 (Nineteen Eighty-Four) (1984) – Director/Escriptor
- Passions a Kenya (White Mischief) – Director/Escriptor/Guionista
- Il postino (1994) – Director/Escriptor/Guionista
- B. Monkey (1998) – Director/Escriptor
- Dancing at the Blue Iguana (2000) – Director/Escriptor/Productor
- Ten Minuts Older: The Cello (2002) – Director/Escriptor
- El mercader de Venècia (The Merchant of Venice) (2004) – Director/Escriptor/Guionista
- Un pla brillant (2007) – Director
- Michel Petrucciani (2011) – Director (Documental)
- Hotel Lux (2011) – Director
- La Mula (2012) – Escriptor/Coproductor
- Elsa & Fred (2014) – Director/Escriptor